# الیکوت
الیکوت خوراکی است که از امیا و احشا، سر، پا و نوک بال طیور تهیه می‌شود. این غذا اصالتاً مربوط به مناطق بران و لانگیدوک واقع در جنوبی فرانسه می‌شود.